# Кайтаго-Табасаранский округ
Кайтаго-Табасаранский округ — административная единица в составе Дагестанской области и Дагестанской АССР, существовавшая в 1860—1928 годах. Центр — село Маджалис.

## История
Кайтаго-Табасаранский округ в составе Дагестанской области был образован в 1860 году. В 1921 году вошёл в состав Дагестанской АССР. В июле того же года часть округа была выделена в отдельный Дербентский район.
В ноябре 1928 года в Дагестанской АССР было введено кантонное деление и все округа были упразднены.

## Население
По данным населения 1886 года, в округе был следующий национальный состав:
- даргинцы—18274 чел. (23,8 %)
- кайтагцы—14256 чел. (18,6 %)
- табасараны—13270 чел. (17,3 %)
- кумыки—11767 чел. (15,3 %)
- азербайджанцы—10990 чел. (14,3 %)
- таты—3619 чел. (4,7 %)
- кубачинцы—2232 чел. (2,9 %)
- евреи—1925 чел. (2,5 %)
- другие—324 чел. (0,4 %)
- Всего—76657 чел.[1]

По данным переписи 1897 года в округе проживало 91,0 тыс. чел. В селе Маджалис проживало 1327 чел., в городе Дербент (выделялся в отдельное градоначальство) — 14 649 чел.

## Административное деление
Округ делился на наибства, которые в 1899 году были преобразованы в участки. Участки подразделялись на общества.
В 1895 году в уезде было 4 наибства: Каракайтагское (центр — с. Джибагни), Нижне-Кайтагское (центр — с. Каякент), Северо-Табасаранское (центр — с. Ерси), Уркарахское (центр — с. Уркарах).
К 1926 году округ делился на 3 участка: Верхне-Табасаранский (центр — с. Хучни), Дахадаевский (центр — с. Маджалис), Сафаровский (центр — с. Джалал-Кент).